# Fritillaria latifolia
Fritillaria latifolia är en liljeväxtart som beskrevs av Carl Ludwig von Willdenow. Fritillaria latifolia ingår i Klockliljesläktet och i familjen liljeväxter. Inga underarter finns listade.